# مانسن (کالیفرنیا)
مانسن (به انگلیسی: Monson) یک منطقهٔ مسکونی در ایالات متحده آمریکا است که در شهرستان تولار، کالیفرنیا واقع شده‌است. مانسن ۱٫۲۷۴ کیلومتر مربع مساحت و ۱۸۸ نفر جمعیت دارد و ۹۹٫۰۶ متر بالاتر از سطح دریا واقع شده‌است.